# Zaleptus sumatranus
Zaleptus sumatranus is een hooiwagen uit de familie Sclerosomatidae.